# Dufay Collective
Dufay Collective è un ensemble vocale e strumentale inglese specializzato nell'esecuzione di musiche medioevali e rinascimentali.

## Storia
Il gruppo, fondato nel 1987, prende in nome dal compositore franco-fiammingo Guillaume Dufay mentre l'aggettivo collective (collettivo) sta ad indicare che non esiste un direttore del complesso. Il gruppo svolge intensa attività concertistica sia in Gran Bretagna che all'estero, raccogliendo unanimi apprezzamenti.

## Componenti
- Paul Bevan - trombone, percussioni,  cornamusa, salterio
- Giles Lewin - viella, ribeca, cornamusa
- Bill Lyons - flauto dolce, cornamusa
- Susanna Pell - viola da gamba, Viella, percussioni
- Peter Skuce - arpa, organo portativo, clavicembalo, percussioni

Tutti in musicisti sono allo stesso tempo cantanti.

## Discografia
- 1991 - A L'Estampida. Medieval dance music
- 1994 - A Dance in the Garden of Mirth. Medieval instrumental music (Chandos Records)
- 1995 - Miri it is. Songs and instrumental music from medieval England (Chandos)
- 1996 - Johnny, Cock thy Beaver. Popular music-making in 17th century England (Chandos)
- 1997 - On the Banks of the Seine. Music of the trouvères (Chandos)
- 1997 - Miracles. 13th century Spanish songs in Praise of the Virgin Mary (Chandos)
- 2002 - Cancionero. Music for the Spanish Court 1470-1520 (Avie) - Nomination al Grammy
- 2005 - Music for Alfonso the Wise (Harmonia Mundi)
- 2008 - The play of Daniel. Ludus Danielis (Harmonia Mundi)

## Colonne sonore
Il gruppo ha collaborato anche alla realizzazione delle colonne sonore dei seguenti film:
- Amleto, regia di Franco Zeffirelli (1990)
- L'intrigo della collana (The Affair of the Necklace), regia di Charles Shyer (2001)
- Il destino di un cavaliere (A Knight's Tale), regia di Brian Helgeland (2001)
- Harry Potter e il prigioniero di Azkaban (Harry Potter and the Prisoner of Azkaban), regia di Alfonso Cuarón (2004)